# Ranunculus karpatianus
Ranunculus karpatianus är en ranunkelväxtart som beskrevs av Sóo. Ranunculus karpatianus ingår i släktet ranunkler, och familjen ranunkelväxter. Inga underarter finns listade i Catalogue of Life.